# Nawabganj (underdistrikt)
Nawabganj är ett underdistrikt i Bangladesh. Det ligger i den centrala delen av landet, 27 km väster om huvudstaden Dhaka.
Trakten runt Nawabganj består till största delen av jordbruksmark. Runt Nawabganj är det mycket tätbefolkat, med 2 261 invånare per kvadratkilometer.